# 冨塚大地
冨塚 大地（とみつか だいち、1993年12月16日 - ）は、日本のシンガーソングライター、『toybee』のボーカル、ギター担当、映像作家。千葉県成田市出身。
BOYS END SWING GIRLとして2021年まで活動後、toybeeを結成した。ほぼすべての楽曲の作詞・作曲、そしてボーカルを務める。2019年より、ゆるキャラおよびご当地キャラのテーマソングを手がけるユニットCharatでも活動中。弾き語りなどのソロ活動も行っている。
2022年より、とみといびー名義でのYoutube活動も始めている。
また、愛称の「船長」はYoutubeチャンネルのテーマソング「Yo!Ho!!」に由来している。